# Den Constitutionelle

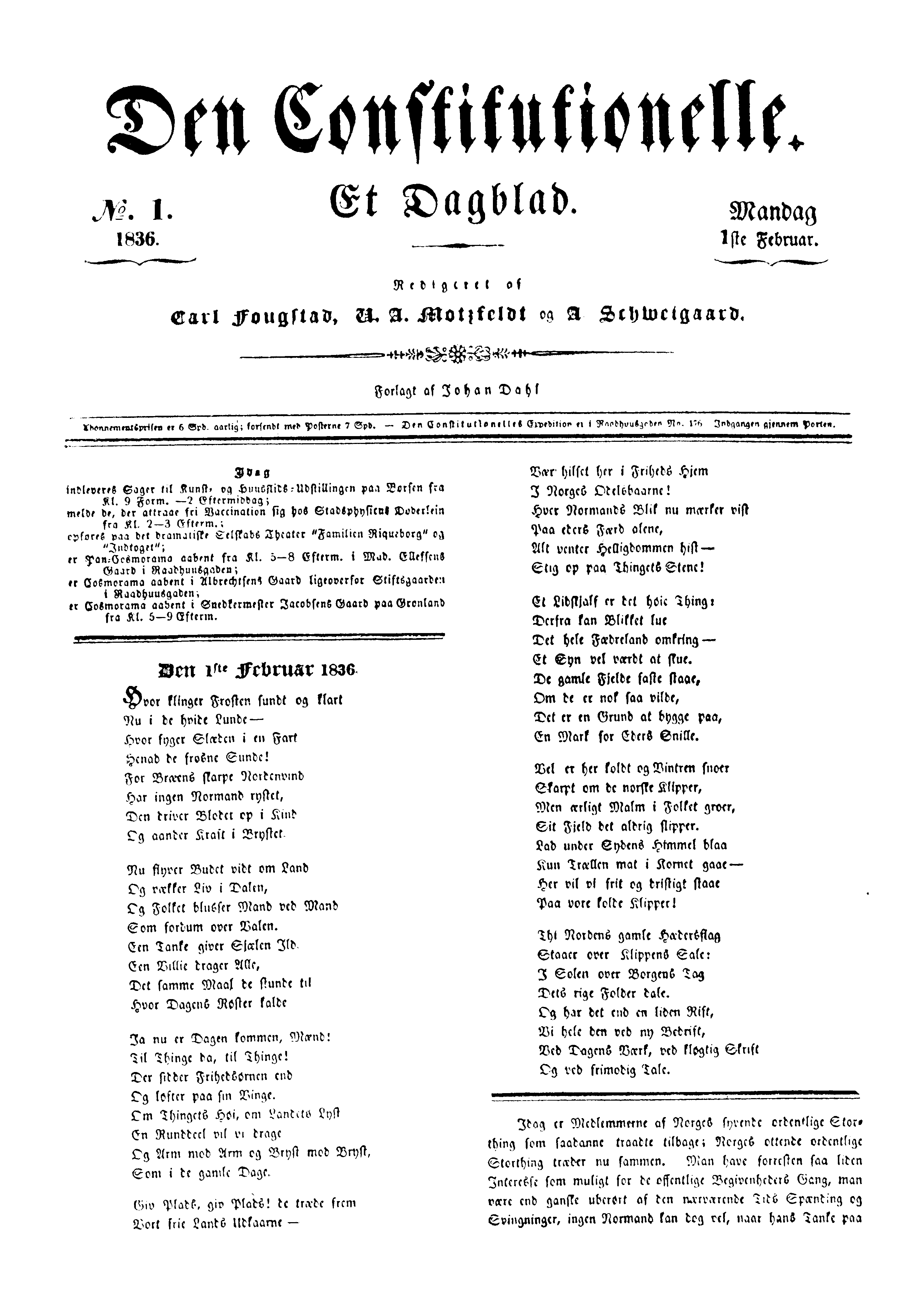
Die Titelseite der ersten Ausgabe

Den Constitutionelle war eine norwegische Zeitung mit Redaktionssitz in Oslo, die zwischen 1836 und 1847 erschien.
Herausgeber war vom Beginn an Johan Fjeldsted Dahl; redigiert wurde die Zeitung von Ulrik Anton Motzfeldt. 1840 folgte Andreas Munch ihm als Redakteur, der die Zeitung bis zu ihrer Einstellung herausgab.
Die studentische „Intelligenspartiet“ wurde von der Zeitung vehement unterstützt. Die norwegische Enzyklopädie Store norske leksikon beschreibt die Zeitung als ein politisches „Organ“ dieser Studentenbewegung. Unter den bekanntesten Mitarbeitern der Zeitung finden sich Johan Sebastian Welhaven, Bernard Herre und Bernhard Dunker.

## Belege
1. ↑  Rune Ottosen: Den Constitutionelle. In: Idar Flo: Norske aviser fra A til Å (Norsk presses historie 1660–2010. Band 4). Universitetsforlaget, Oslo 2010. ISBN 978-82-15-01604-7, S. 84.
2. ↑  Rolf Nyboe Nettum: Bernard Herre. In: Norsk biografisk leksikon (NBL). Band 3, Kunnskapsforlaget, Oslo 2001.
3. ↑  Bernard Herre. In: Store norske leksikon. Hrsg.: Anne Marit Godal. Abgerufen am 20. Juni 2012.
4. ↑  Den Constitutionelle. In: Store norske leksikon. Hrsg.: Anne Marit Godal. Abgerufen am 20. Juni 2012.